# Bergstraße 28 (Plau am See)

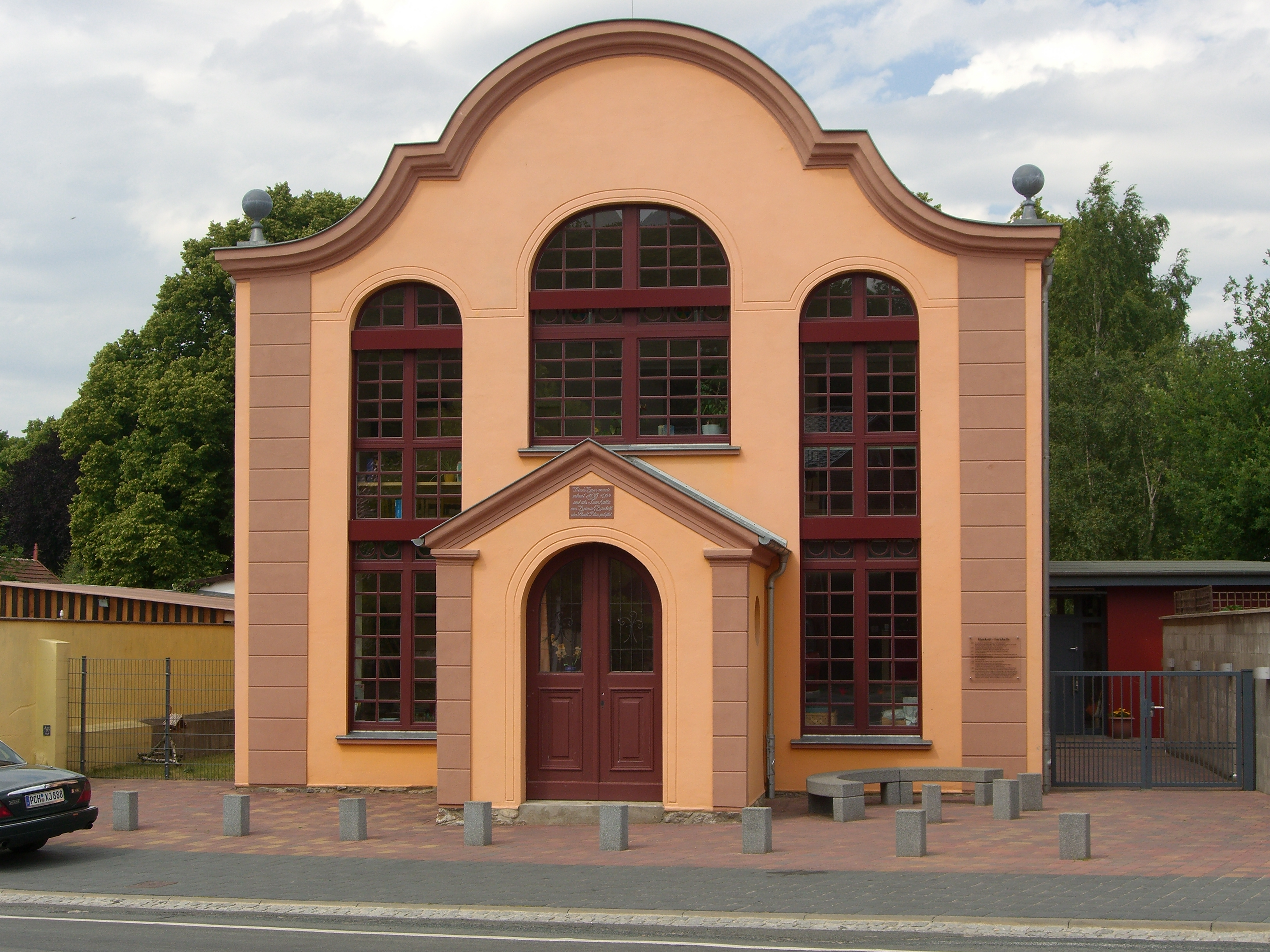

Die Kindertagesstätte Bergstraße 28 in Plau am See (Mecklenburg-Vorpommern) wurde 1904 als eingeschossige Turnhalle gebaut.
Das Gebäude steht unter Denkmalschutz.

## Geschichte
Plau am See ist im 13. Jahrhundert entstanden und wurde 1235 erstmals als Stadt erwähnt.
Das zweigeschossige verputzte Gebäude im Jugendstil mit dem markanten runden Schaugiebel vor dem Satteldach sowie den Rundbögen über Fenstern und Tür wurde 1904 nach Plänen von Otto Stahn (Berlin) als Turnhalle für die Heinrich-Haukohl-Stiftung gebaut. Ab Oktober 1938 bis 1945 diente die Halle als Getreidelager, dann bis 1948 als Flüchtlingsunterkunft. Nach 1990 erfolgte aus Sicherheitsgründen die Sperrung als Turnhalle. Das Haus wurde 2003/04 in Trägerschaft des  „Diakoniewerkes Kloster Dobbertin“ als Haukohl-Haus zu einem Teil der integrativen Kindertagesstätte Zwergenparadies umgebaut und dabei eine Zwischendecke eingefügt. Die Einweihung erfolgte am 23. September 2004.
Der Architekt Otto Stahn hat 1904 in Plau für die Stiftung auch den ehemaligen Kindergarten, Alter Wall 11, entworfen (heute Ferienhaus für kleine Gruppen).